# Cosenza Comics and Games
Il Cosenza Comics and Games è una rassegna sul fumetto, giochi e pop culture organizzata nella città di Cosenza tutti gli anni in primavera (le date definitive vengono solitamente annunciate durante il periodo natalizio dell'anno precedente).

## La storia
Nata nel 2015, per le prime cinque edizioni è stata ospitata nella struttura comunale di Cosenza Città dei Ragazzi per poi, a causa della pandemia da Covid-19, svolgersi online per le edizioni 2020 e 2021. Dal 2022 soprattutto per l'ingrandirsi della manifestazione e dell'affluenza di pubblico che nell'ultima edizione ha contato 30.000 presenze, si è spostata nel limitrofo comune di Rende dove si svolge in due sedi dedicando un ampio spazio al festival con gli stand commerciali, le conferenze e i concerti mentre le mostre artistiche vengono fatte al Museo del Presente.

## Le edizioni e i temi

### Prima Edizione
Nella prima edizione sono intervenuti oltre 30 ospiti tra cui: Pasquale Anselmo (attore e doppiatore), Giorgia Vecchini (presentatrice e cosplayer), Emanuele Tenderini (fumettista e illustratore), Leon Chiro (presentatore e cosplayer), Jessica Armanetti (cosplayer), Linda Cavallini (fumettista e illustratrice), Pasquale Qualano (fumettista), Francesco Miceli di Parliamo di Videogiochi. Si sono esibiti anche i gruppi musicali Final Fantasy Italian Project e Game Over Press Start e nel contempo è stata allestita la mostra "Dinosauri in Carne e Ossa" oltre a svariati tornei ludici. Sono state registrate oltre 12.000 presenze.

### Seconda Edizione - Versus
Dalla seconda edizione si è scelto un tema caratterizzante sia per le varie comunicazioni che per le attrazioni, i contenuti e gli ospiti invitati. In omaggio ad alcuni eventi cinematografici approdati in sala nella primavera di quell’anno, si è scelto il tema "Versus".
Gli ospiti principali sono stati: Marco Mete (attore e doppiatore), Giada Pancaccini (presentatrice, cosplayer), Andrea Franchini (presentatore, cosplayer), i Nanowar of Steel (gruppo musicale), i Game Over Press Start (gruppo musicale); Adrian Fartade (divulgatore scientifico), Pasquale Qualano (fumettista), Tina Valentino (fumettista), Francesco Miceli (divulgatore), Antonio De Luca (illustratore), Massimiliano Veltri (fumettista). Le presenze sono state oltre 15.000 durante tutto il festival.

### Terza Edizione - Rewind
Nella terza edizione della manifestazione si è voluto celebrare il passato, da qui il tema “Rewind”. Mostre, workshop, convegni e esposizioni hanno fatto leva sulla nostalgia, celebrando con orgoglio gli Anni ’80.
Anche in questa edizione sono stati coinvolti numerosi ospiti tra cui: Marco Mete (attore e doppiatore), Andrea Mete (attore e doppiatore), Giorgia Vecchini (modella, presentatrice, cosplayer), Fabio Bortolotti (musicista), Stefano Bissolati (musicista), Adrian Fartade (divulgatore scientifico), Willy Guasti (divulgatore scientifico), Marco Alfieri (programmatore e influencer), Rebel Legion – Italian Base (gruppo di costuming e animazione), Igor Chimisso (fumettista), Tina Valentino (fumettista).

### Quarta edizione - Fusion
La quarta edizione ha avuto come tema “Fusion” a simboleggiare la doppia natura delle cose e un invito ad avere una prospettiva alternativa su tutti gli aspetti dell’evento. Tale tematica ha dunque influenzato gli argomenti dei convegni e delle esposizioni.
Tra gli oltre 30 ospiti presenti, hanno partecipato: Marco Vivio (attore e doppiatore), Maurizio Merluzzo (attore e doppiatore), Ambra Pazzani (modella, presentatrice, cosplayer), Andrea Di Virgilio (modello, presentatore, cosplayer), Corrado Cozza (divulgatore), Alessandra Zanetti (influencer), Tina Valentino (fumettista), Riccardo Frezza (fumettista), Michela Cacciatore (fumettista), Francesco Chiappara (fumettista), Ghostbusters Sicilia (gruppo di costuming e animazione), Daniele Daccò (scrittore). Sempre in salita le presenze che si sono attestate ad oltre 15.000.

### Quinta edizione - Revolution
L’edizione "Revolution" ha voluto portare innovamento in alcune aree, dalla nuova disposizione delle attrazioni al coinvolgimento di un numero ancora maggiore di ospiti e figuranti, come tra gli altri: Domenico Guastafierro (divulgatore), Gianni Lanza (fotografo), Laura Guglielmo (fumettista), Ariel Vittori (fumettista), Elena Vitagliano (fumettista), ItLUG (associazione italiana collezionisti LEGO). Le presenze registrate sono state oltre 20.000 nell'arco della tre giorni.

### Sesta edizione - @home
A causa della pandemia da Covid-19, non essendo possibile svolgere l'evento in presenza, il festival si è tenuto in forma digitale permettendo al pubblico connesso da casa di interagire con gli oltre 40 ospiti che hanno sviluppato conferenze, presentazioni e attività a tema. Il tema è stato, per l'appunto, “@Home”, “a casa”.
Tra gli ospiti coinvolti: Pasquale Anselmo (attore e doppiatore), Marco Mete (attore e doppiatore), Alex Polidori (doppiatore e musicista), Cristiana Alicata (scrittrice), Francesca Cavallo (scrittrice), Sandro Damiano (collezionista LEGO), Fabio Broggi (Fotografo), Filippo Paris (scrittore), Paolo Gulisano (scrittore), Willy Guasti (divulgatore scientifico), Corrado Cozza (divulgatore), Giulio Macaione (fumettista), Carlo Lauro (fumettista), Roberto Megna (fumettista), Flavia Biondi (fumettista), Alessandro Apreda (divulgatore).
Nel corso dei 3 giorni del festival sono state oltre 30 le ore di spettacoli in diretta no-stop e 30.000 visualizzazioni complessive sui canali Facebook, Twitch, YouTube e Instagram.

### Settima edizione -  Beyond
Anche la settima edizione del Cosenza Comics and Games si è tenuta in formato digitale con una durata di quattro giorni invece di tre. La programmazione di dirette livestream sulle principali piattaforme social del festival e dei partner ha visto il contributo di più di 50 ospiti. Inoltre la partecipazione del pubblico è stata premiata con nuove modalità di interazione, giochi, concorsi e mostre interattive. Per l’occasione è stata anche inaugurata una mostra digitale con la tecnologia di “The Hubs” che ha mostrato opere d’arte realizzate da autori locali in un ambiente virtuale.

### Ottava edizione - Restart
Con il ritorno in presenza e dal vivo, il tema dell'ottava edizione è stato “Restart”. Inoltre il cambio di location ha garantito spazi ampi e più adatti al numero crescente di attività proposte per quest'edizione, dedicando anche il giusto spazio e tempo alle mostre artistiche in una seconda location, il Museo del Presente di Rende.
Tra gli oltre 50 ospiti coinvolti al festival tra relatori, autori di fumetti e rappresentanti di case editrici, spiccano i contributi di Giorgio Vanni, Danilo Bertazzi, Alessandro Budroni, Fabiana Mascolo.
Tra il festival e le mostre sono stati registrati oltre 40.000 visitatori. Tra i premi della gara dei cosplayer, menzione speciale per il Premio come Miglior Gruppo per i ragazzi che hanno portato sul palcoscenico Robin Hood tratto dal lungometraggio della Disney in cui era presente anche l'artista emergente cosentina Sabrina Pascuzzo (vincitrice tra gli altri del Limatolafestival e del Savuto's got talent).

### Nona edizione - Mythos
Il 2023 ha registrato l’edizione in presenza più grande svolta sempre in due location distinte: una dedicata al festival, con gli artisti, gli stand commerciali, le conferenze, i concerti e le varie aree gioco e l'altra dedicata alle numerose mostre. Il tema scelto è stato "Mythos", ovvero il mito in ogni sua forma: miti, leggende e fantasy che hanno caratterizzato buona parte delle mostre, degli interventi e delle conferenze che si sono svolte durante l’evento.
Sono stati oltre 50 ospiti coinvolti tra relatori, autori, illustratori, artisti e rappresentanti di case editrici, tra cui spiccano Giovanni Muciaccia, Gianluca Iacono, Caterina Costa, Simone Buonfantino, Sabaku No Maiku, The Sorceress, Tetutetu, Faenel, Francesca Gaudio, i Crazy Toons e i Gem Boy.
Le mostre sono state: “Mythos: creature fantastiche”, “Mattoncini su tela”, “Medioevo: storia, storie e mito a fumetti”, “Queerness: oltre lo spettro” e “Percorsi d’altri mondi”.
In tutto sono state contate oltre 80.000 presenze.

### Decima edizione - Celebration
L'edizione 2024 è stata patrocinata anche dal Comune di Rende e da Rai Calabria. Tra gli ospiti della rassegna: Jacopo Calatroni, Caverna di Platone, Luca Bitonte, Doc. Manhattan, Simone Buonfantino, Kurolily e lo youtuber specializzato nei giochi da tavolo Il Puzzillo del Sud.
Completano gli artisti musicali The Spleen Orchestra, Edoardo Brugnoli e Gax Win e Joanna Disney Rock Band.
Le mostre sono state: "Fumetto FilmFest", "Gatti animati made in Japan", "Calabreser", "Testa di latta", "Essenza Invisibile" e "Marcel".
Tra i giudici della gara Cosplay presente anche Fabio De Prisco, vincitore delle gare cosplay nel 2018 del festival del fumetto Le Strade Del Paesaggio, nel 2019 del Cosenza Comics and Games e dell'Amantea Comics, nel 2021 del Lamezia Comics & Co., nel 2022 del Cosenza Comics and Games, del Fanta Expo di Salerno, del Vibo Comics e del Napoli Comicon Cosplay Challenge, nel 2023 del Lamezia Comics & Co., oltre che di un secondo posto nel festival Le Strade Del Paesaggio e al Nova Comics nel 2019 e di una menzione speciale Flash Gordon a Lucca Comics & Games nel 2022 e del premio Miglior Crafting alla prima edizione del ComiCZ nel 2025.

### Undicesima edizione - Am I Dreaming
L'edizione 2025 è stata patrocinata da Rai Calabria e ha avuto come media partner Rai Radio Kids. Tra gli ospiti della rassegna: Renato Novara, Agnese Innocente, Elisa Rosselli, Nerd Bori, Eleonora Scanu, Eleonora Caruso, Doc Manhattan. 
Le mostre di questa edizione sono state: "Giuseppe Palumbo: Tra Guardie e Ladri", "Pixel Stories: Scatti dai Mondi Virtuali" a cura di Diego Lorenzi e "Sogno? Miniature in Percorso" rappresentato da Mirko Cavalloni.
La gara Cosplay è stata tappa ufficiale della Cosplay Italian Cup. È stata presentata da Luca Panzeri e Eleonora Pasqua ed ha visto come giudice tra gli altri il cosplayer Fabio De Prisco.

### Dodicesima edizione
Il 7 giugno 2025 sono state svelate le date della dodicesima edizione: 15-16-17 maggio 2026.

## Date del festival[4]
- I edizione (27-29 marzo 2015)
- II edizione (1-3 aprile 2016)
- III edizione (19-21 maggio 2017)
- IV edizione (20-22 aprile 2018)
- V edizione (10-12 maggio 2019)
- VI edizione (9-11 ottobre 2020)
- VII edizione (20-23 maggio 2021)
- VIII edizione (14-15 maggio 2022)
- IX edizione (6-7 maggio 2023)
- X edizione (25-26 maggio 2024)
- XI edizione (10-11 maggio 2025)
- XII edizione (15-17 maggio 2026)